# Stefan Miecznikowski

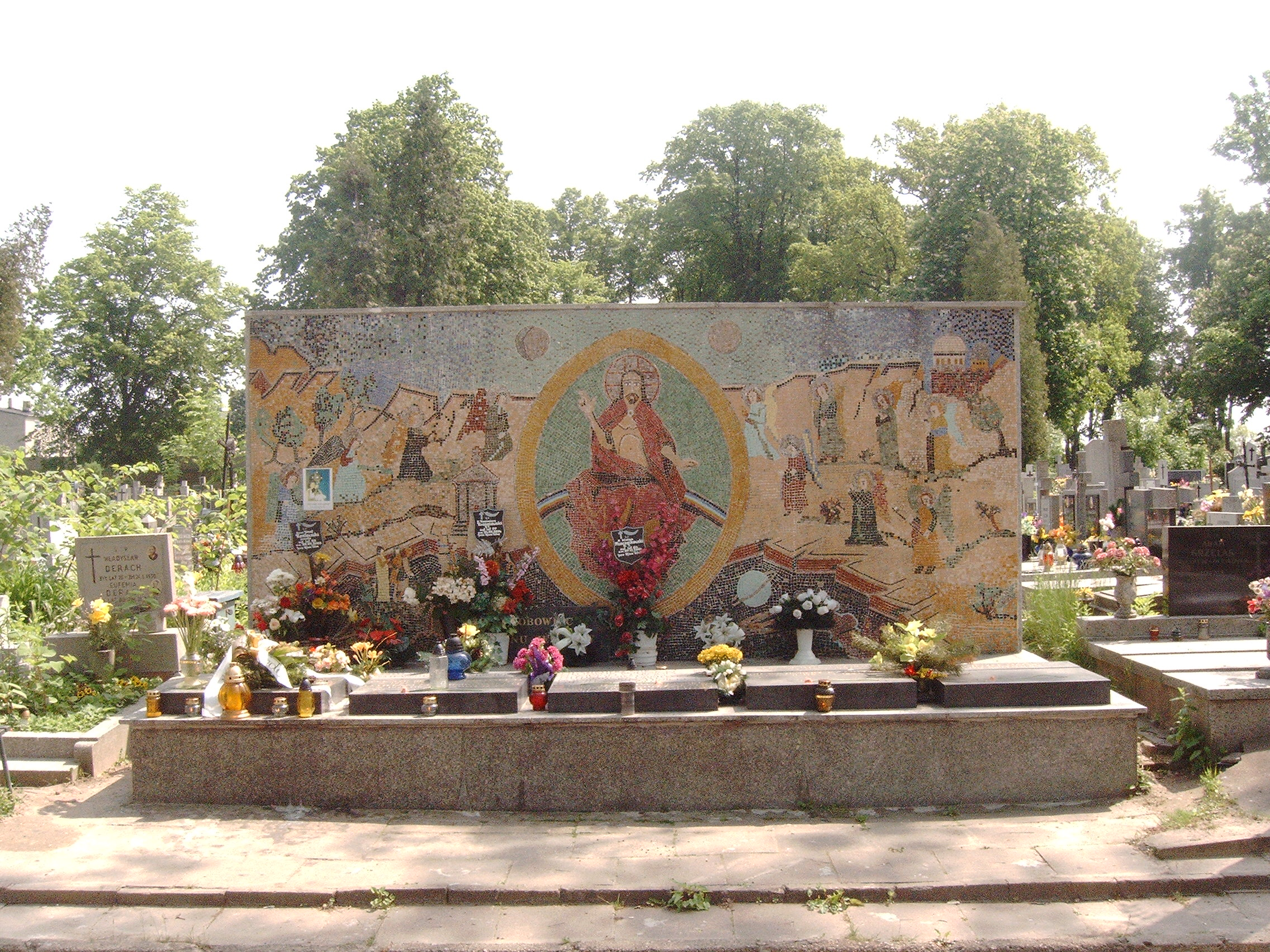
Grobowiec Jezuitów na łódzkim cmentarzu Doły, miejsce spoczynku Stefana Miecznikowskiego (21 maja 2007)

Stefan Miecznikowski SJ (ur. 25 sierpnia 1921 w Warszawie, zm. 27 grudnia 2004 w Gdyni) – polski duchowny katolicki, jezuita, kapelan łódzkiej „Solidarności”.

## Życiorys
Dzieciństwo i młodość spędził w Warszawie, jego ojciec był elektromonterem. Należał do harcerstwa.
W wieku 17 lat wstąpił do Zakonu Jezuitów (S.J.), przyjął święcenia kapłańskie w 1950 (z rąk prymasa Stefana Wyszyńskiego). Studiował teologię w Rzymie. W Papieskim Uniwersytecie Gregoriańskim obronił rozprawę doktorską na temat duchowości ignacjańskiej. W latach 1953–1957 był duszpasterzem akademickim przy Katolickim Uniwersytecie Lubelskim, później opiekował się nowicjatem jezuickim w Kaliszu. W 1967 został przeniesiony do Łodzi, gdzie był duszpasterzem akademickim; po aresztowaniach studentów z jego otoczenia, aktywnych w rozbitej przez Służbę Bezpieczeństwa opozycyjnej organizacji "Ruch", władze zakonne ponownie przeniosły go do Kalisza.
Powtórnie skierowany do pracy w Łodzi w 1978, obok środowisk akademickich zajął się duszpasterstwem rodzin. Został także kapelanem powstającej w Łodzi "„Solidarności”. Po wprowadzeniu stanu wojennego sporządzał listy aresztowanych i internowanych, podjął szereg inicjatyw na rzecz opozycji. Organizował pomoc dla rodzin zatrzymanych i samych aresztowanych, a także osób pozbawionych pracy i środków do życia. Powołał do życia Ośrodek Pomocy Uwięzionym i Internowanym, organizował specjalne spotkania dyskusyjne (tzw. spotkania środowe), odprawiał msze za Ojczyznę.
W 1989 został przeniesiony przez władze zakonne na Wybrzeże. Po upadku PRL został członkiem honorowym łódzkiego Regionu "Solidarności", w 1992 otrzymał także honorowe obywatelstwo miasta Łodzi. W 1995 otrzymał tytuł Honorowego Członka NSZZ „Solidarność”.
Ukazało się kilka książek jego autorstwa: Kazania stanu wojennego, Rozważania o Ojczyźnie (1998), Almanach Harcerski (1999). 
Zmarł po długiej i ciężkiej chorobie. Pochowany został w Łodzi w grobowcu Jezuitów, na cmentarzu katolickim na Dołach.

## Odznaczenia
3 maja 2007 Prezydent RP Lech Kaczyński odznaczył pośmiertnie o. Stefana Miecznikowskiego Krzyżem Komandorskim z Gwiazdą Orderu Odrodzenia Polski.

## Upamiętnienie
Jest patronem jednej z ulic w łódzkim Śródmieściu. W 2023 przy kościele Podwyższenia Świętego Krzyża w Łodzi odsłonięto jego popiersie. 